# Sveaparken

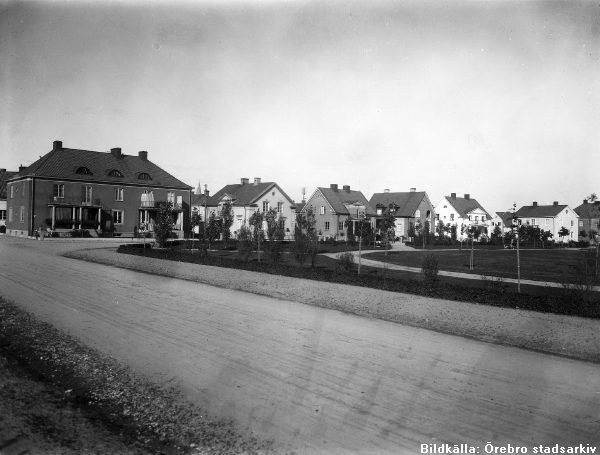
Villor vid Sveaparken c:a 1930

Sveaparken är en park i centrala Örebro. Parken sträcker sig mellan Behrn Arena och Sveaskolan. I ytterkanten av parken ligger Bygärdesbäcken. 
Sveaparken tillkom i samband med 1884 års stadsplan av Söder. Den hette först Östra Allén, men år 1901 uppdelades Östra Allén i Sveaparken och Sveavägen. I Stadsfullmäktiges protokoll från den 28 november 1900 finns ingen anteckning om namnets tillblivelse. Enligt Sällskapet Gamla Örebro kan det komma från Esaias Tegnérs dikt Moder åt oss alla. Det var vid sekelskiftet vanligt att döpa platser efter Svea . 
På 1844 års stadskarta fanns angivet att Svea kanal skulle dras fram ungefär där Sveaparken ligger idag. Det är möjligt att parken fått sitt namn efter kanalen, och att parken från början var ett reservat för kanalens framdragande.
I början av 1900-talet och enligt stadskartan från 1901 kallades Sveaparken för "ny allmän folkpark", men någon "folkpark" i nutida mening har den inte varit. Den fanns dock förr en musikestrad i parken.
Intill Sveaparkens södra ända har ett stort bostadshus byggts. Huset tillhör bostadsrättsföreningen Svea park. Byggets laglighet ifrågasattes år 2007, för att en del av Bygärdesbäcken hade tagits i anspråk. 
Under upploppen i Sverige 2022, var Sveaparken skådeplats för våldsamma konfrontationer, där flera polisbilar sattes i brand. 

### Webbkällor
- Om Sveaparken på Örebro kommuns hemsida